# Station Jerzmanice Zdrój
Station Jerzmanice Zdrój is een spoorwegstation in de Poolse plaats Jerzmanice-Zdrój.